# Herbert Burgess
Herbert Larry Burgess (Manchester, 25 febbraio 1883 – 13 giugno 1954) è stato un calciatore e allenatore di calcio inglese.
Il suo ruolo in campo era quello di terzino sinistro.

## Carriera

### Giocatore
Cresciuto nell'area Openshaw di Manchester, Burgess è stato un giocatore di St. Francis, Gorton, Openshaw United, Moss Side, Glossop, Manchester City e Manchester Utd.
Per quattro volte ha giocato e capitanato la nazionale inglese.

### Allenatore
Ritiratosi a causa di un infortunio nel 1910, intraprende la carriera da allenatore in Ungheria, Spagna, Italia, Austria, Danimarca e Svezia. Nel 1932 torna in Inghilterra per allenare alcune squadre locali. Allenò il Padova nel primo campionato di Serie A disputato nel 1929-1930. Fino al quel periodo il massimo campionato era stato denominato con altri nomi. In seguito allenò anche la Roma, ai tempi del Campo Testaccio.
Dopo un secondo posto nella sua prima stagione, nella seconda non gli fu perdonata la sua passione per il vino e dalla 10ª giornata in poi fu sostituito da János Baar.
Competente e molto determinato in campo, prediligeva un calcio basato su rapidi passaggi.

## Morte
È morto nel giugno del 1954 vittima dell'alcolismo, di cui era dipendente da diverso tempo.

## Palmarès

### Giocatore
- Coppa d'Inghilterra: 2

Manchester City: 1903-1904
Manchester United: 1908-1909
- Campionato inglese di seconda divisione: 1

Manchester City: 1902-1903
- Campionato inglese: 1

Manchester United: 1907-08
- Community Shield: 1

Manchester United: 1908

### Allenatore
- Campionato ungherese: 1

MTK Budapest: 1921-1922